# Stanovice (Nová Cerekev)
Stanovice (německy Stanowitz) je vesnice, část městyse Nová Cerekev v okrese Pelhřimov. Nachází se asi 2,5 km na severovýchod od Nové Cerekve. V roce 2009 zde bylo evidováno 62 adres. V roce 2001 zde trvale žilo 47 obyvatel.
Stanovice leží v katastrálním území Stanovice u Nové Cerekve o rozloze 5,58 km2.
V budově Pachtova špejcharu při čp. 10 bylo v roce 2006 otevřeno malé zemědělské muzeum.

## Historie
První písemná zmínka o obci pochází z roku 1379.

## Pamětihodnosti
- Pachtův Špejchar u čp. 10 - zemědělské muzeum
- Pamětní kámen směr Lipice
- Pamětní kámen směr Pejškov

### Další stavby
- Vodní mlýn